# Barkouf
Personnages
- Bababeck, grand vizir du gouverneur de Lahore
- Le Grand-Mogol
- Saëb
- Kaliboul, eunuque
- Xailoum, fille
- Maïma, jeune bouquetière
- Balkis, marchande d’oranges
- Périzade, fille de Bababeck
- Marchands et marchandes
- Gens du peuple
- Bourgeois
- Serviteurs de Bababek
- Soldats et officiers
- Femmes de Périzade
- Fonctionnaires du palais

Barkouf est un opéra-bouffe en trois actes de Jacques Offenbach, sur un livret d’Eugène Scribe et Henry Boisseaux, créée le 24 décembre 1860 à l’Opéra-Comique. Tombé dans l’oubli depuis sa dernière représentation le 16 janvier 1861 (l’œuvre n’a en effet plus été jouée depuis cette date), Barkouf renaît en décembre 2018 à l’Opéra national du Rhin, à l’occasion du bicentenaire de la naissance du compositeur en 2019.

## Contexte
Le sujet de cet opéra-bouffe est tiré d’un conte politique et philosophique de l’abbé Blanchet. La réception critique et publique fut généralement négative. Les tentatives d’imitations canines en musique furent mal reçues. Offenbach fut accusé de laisser-aller et l’opéra n’alla pas au-delà de sept représentations. En 1871, l’œuvre fut reprise, après révision, sous le titre de Boule de neige.

## Argument
Les habitants de Lahore ayant jeté leur dernier caïmacan par la fenêtre, le Grand Mogol leur envoie à la place, un chien qui mord tous ceux qui l’approchent, pour les mettre à la raison. Comme le premier ministre Bababek doit lui obéir en tout, sous peine d’être empalé, son ancienne propriétaire Mlle Maïma se propose comme interprète. Sous la gouverne de Barkouf, les impôts diminuent, les prisonniers politiques sont graciés, en dépit de Bababek qui voulait les faire pendre. Le mariage de la fille de Bababek à Saëb, ancien amant de Mlle Maïma, est même empêché. Ainsi les odes des poètes et les cantates des musiciens à la louange de Barkouf à son arrivée dans la ville en palanquin est-elle justifiée : la population de Lahore proclame Barkouf le plus grand et le plus bienfaisant des monarques. Tous s’accordent à déclarer que le Punjab n’a jamais été si bien gouverné, ce qui met les hauts fonctionnaires en fureur et les incite à conspirer. Lors d’une fête au palais, Bababek ayant présenté à Barkouf une coupe empoisonnée, Maïma lui ordonne d’en boire la moitié. Bababek ayant refusé, il a le choix entre boire et être empalé. Pendant qu’il balance, les Tartares, auxquels il a traitreusement livré une porte, attaquent la ville. Saëb se précipite aussitôt, accompagné de Barkouf, au combat. L’ennemi est repoussé mais Saëb et Barkouf y laissent la vie.

## Distribution lors de la création
| Rôle | Type de voix | Distribution lors de la première, le 24 décembre 1860 (Chef d'orchestre : Jacques Offenbach) |
| --- | ------------ | -------------------------------------------------------------------------------------------- |
| Bababeck, grand vizir du gouverneur de Lahore | ténor        | Sainte-Foy                                                                                   |
| Le Grand-Mogol |              | Nathan                                                                                       |
| Saëb | ténor        | Victor Warot                                                                                 |
| Kaliboul, eunuque |              | Lemaire                                                                                      |
| Xailoum | ténor        | Jean Berthelier                                                                              |
| Maïma, jeune bouquetière |              | Marie Marimon                                                                                |
| Balkis, marchande d’oranges | soprano      | Emma Bélia                                                                                   |
| Périzade, fille de Bababeck |              | Casimir                                                                                      |
| Marchands et marchandes ; gens du peuple ; bourgeois ; serviteurs de Bababek ; soldats et officiers ; femmes de Périzade ; fonctionnaires du palais. |              |                                                                                              |

Programmée pour la saison 2018-19 à l’Opéra national du Rhin dans une mise en scène de Mariame Clément et la direction musicale assurée par Jacques Lacombe. La première a lieu le 7 décembre 2018, soit 158 ans après la création originelle de l’œuvre.